# Wnętrznica cebulowata
Wnętrznica cebulowata (Gautieria graveolens Vittad.) – gatunek grzybów z rodziny siatkoblaszkowatych (Polyporaceae).

## Systematyka i nazewnictwo
Pozycja w klasyfikacji według Index Fungorum: Gautieria, Gomphaceae, Gomphales, Phallomycetidae, Agaricomycetes, Agaricomycotina, Basidiomycota, Fungi.
Po raz pierwszy opisał go w 1831 r. Carlo Vittadini, okaz znalazł na ziemi pod dębami. W tym samym roku wyznaczono lektotyp. Synonim: Gautieria graveolens f. inodora A.H. Sm. & Solheim 1953. Polską nazwę zarekomendował Władysław Wojewoda w 2003 r.

## Morfologia
Owocnik
O średnicy 13–35 mm, podziemne lub półpodziemne, prawie kuliste, nieregularnie klapowane, z małymi wgłębieniami i białą kępką grzybni u podstawy. Perydium cienkie, widoczne tylko w stadium niedojrzałym i zanikające przed osiągnięciem dojrzałości. Gleba różowobrązowa, z wiekiem ochrowa do żółtawobrązowej lub szarej, złożona z labiryntowatych, wydłużonych lub prawie okrągłych komór między gałęziami lub ścianami, które tworzą białawą kolumnę rozszerzającą się w kierunku podstawy. Po osiągnięciu dojrzałości wydziela nieprzyjemny zapach.
Cechy mikroskopowe
Bazydiospory o wymiarach 14–19 × 8,5–10 μm, szeroko elipsoidalne ze stożkowatym lub zaokrąglonym wierzchołkiem, żółtawe lub jasno ochrowe do jasno rdzawobrązowych, podłużnie żebrowane, niektóre żebra rozwidlone, niektóre przerwane i niekompletne, a niektóre z rzadkimi brodawkami.

## Występowanie i siedlisko
Wnętrznica cebulowata występuje w Ameryce Północnej i Europie. W Polsce do 2003 r. znane były tylko dwa stanowiska i to już historyczne, podane przez Josepha Schrötera (Oborniki Śląskie, 1889) i F. Kauffmanna (Elbląg, 1926). Po 2020 r. została jednak w Polsce znaleziona. Aktualne stanowiska podaje także internetowy atlas grzybów. Znajduje się w nim na liście gatunków zagrożonych i wartych objęcia ochroną.
Grzyb częściowo naziemny, częściowo podziemny lub podziemny. Występuje w lasach.